# Pianoconcert nr. 3 (Balada)
Pianoconcert nr. 3 is een compositie uit 1999 van de Catalaans-Amerikaanse componist Leonardo Balada.
De muziek van dit derde pianoconcert is net als Baladas andere werken grotendeels gebaseerd op volksmuziek uit Spanje. Voor het pianoconcert gebruikt hij nu eens niet muziek uit zijn geboortestreek Catalonië, maar muziek uit Andalusië (delen 1 en 2) en Aragón (deel 3). Balada schreef het werk in de hedendaagse stijl met referenties naar soms de middeleeuwen. Deel een bevat een paso doble, deel drie een Jota.
Het concerto kent de traditionele driedelige opbouw snel-langzaam-snel, waarbij de delen kortweg I, II en III zijn genoemd.   
Het werk ging première tijdens een uitvoering op 12 februari 2000 door het Rundfunk-Sinfonieorchester Berlin onder leiding van Rafael Frühbeck de Burgos met Rosa Torres-Pardo achter de piano.
Balada schreef het voor:
- solo piano
- 2 dwarsfluiten, 2 hobo, 2 klarinetten, 2 fagotten
- 3 hoorns, 3 trompetten, 3 trombones, 1 tuba
- pauken, 4 man/vrouw percussie, 1 harp
- violen, altviolen, celli, contrabassen